# Rafael Cofiño
Rafael Cofiño Fernández (Gijón, 28 de diciembre de 1969) es un médico, escritor y político español, actualmente diputado en el Congreso y secretario de Sanidad tanto en Sumar como en Movimiento Sumar. Ha trabajado desde el año 2000 en la Consejería de Salud de Asturias, y entre 2019 y 2021, durante la pandemia del Covid-19, ejerció como director general de Salud Pública del Principado de Asturias.

## Biografía
Es Licenciado en Medicina y Cirugía por la Universidad de Oviedo y especialista en Medicina Familiar y Comunitaria. Entre 1998 y 2000 trabajó como médico para la ONG Proyecto Hombre, liderada por Luis Manuel Flórez y especializada en el tratamiento de adicciones. En el año 2000 entra a a trabajar en la Consejería de Sanidad de Asturias como coordinador del programa contra el VIH-sida en la región hasta 2006. Así mismo, hasta ese año y desde 2002 trabajó también para la Dirección General de Salud  Pública (ente de la Consejería de Sanidad que administra el Servicio de Salud del Principado de Asturias). Entre 2006 y 2007 deja la Consejería y trabaja como médico de familia en el centro de salud de La Felguera (Langreo). En 2007 vuelve a trabajar en la Dirección General de Salud Pública como Jefe del Servicio de Salud Poblacional, hasta el año 2019 en el que es nombrado director general de Salud Pública del Principado de Asturias. Cofiño estuvo al frente de la gestión de gran parte de la pandemia de COVID-19 en Asturias. Dimitió en diciembre de 2021 y desde enero de 2022 trabajaba como técnico de salud pública en la Consejería de Sanidad. Paralelamente es desde 2013 profesor asociado de la Escuela Andaluza de Salud Pública y desde 2015 miembro de la Escuela de Salud Pública de Menorca.
Dentro de su trabajo en la Consejería de Salud del Principado de Asturias destaca la coordinación en diferentes proyectos como el Observatorio de Salud en Asturias (proyecto desarrollado en coordinación con la Universidad de Wisconsin y el proyecto de los County Health Rankings & Roadmaps) y el Plan de Salud en Asturias.
Durante el período 2000-2023 ha participado en diferentes formaciones e investigaciones relacionadas con salud pública especializándose en las áreas de salud comunitaria, promoción de la salud, orientación comunitaria de la Atención Primaria y desarrollo comunitario.
En septiembre de 2022 es nombrado por la líder de Sumar Yolanda Díaz coordinador del área del partido de Sanidad y Salud Mental. De cara a las elecciones generales del 23 de julio de 2023 es el cabeza de lista de Sumar por la circunscripción de Asturias. Tras las elecciones del 23 de julio es el diputado de Sumar por Asturias en la XV Legislatura.
Como escritor ha publicado los libros "La ñoaranza de Artemio Rulán" (editorial Puntos Suspensivos) y "Los gorriones de Artemio Rulán" (Eolas Ediciones). Ha participado y coordinado el proyecto colaborativo "50 maneras de ser tu amante" (editorial Puntos Suspensivos).
Está casado y tiene 2 hijos.